# Hiện Quang
Hiện Quang (現光, ? – 1221), là một thiền sư thuộc đời thứ 14 phái thiền Vô Ngôn Thông, và là vị tổ khai sơn  phái thiền Trúc Lâm Yên Tử trong lịch sử Phật giáo Việt Nam.

## Thân thế và hành trạng
Thiền sư Hiện Quang, tên tục là Lê Thuần, sinh trưởng ở kinh đô Thăng Long (Hà Nội ngày nay). Sách Thiền uyển tập anh cho biết ông có dáng mạo thanh tú, giọng nói êm nhẹ, sống tự lập từ thuở nhỏ, và từng trải qua nhiều khốn khó.

### Trên đường tu khổ hạnh
Năm 11 tuổi, Lê Thuần được thiền sư Thường Chiếu ở chùa Lục Tổ (Ninh Bình ngày nay) nhận nuôi dạy làm đệ tử, và đặt pháp danh là Hiện Quang. Năm Quý Hợi (1203), thiền sư Thường Chiếu viên tịch. Khi ấy Hiện Quang mới có 21 tuổi, chưa thọ tỳ kheo giới và chưa hiểu gì về yếu chỉ của Thiền tông. Thấy sức học của mình về thiền còn kém cỏi quá, sư Hiện Quang tự than rằng: Ta cũng như đứa con của đại phú gia, khi cha mẹ còn sống thì không biết nhà đầy châu báu, khi cha mẹ chết thì trở nên bần cùng nghèo khổ.
Sau đó, sư Hiện Quang đi tìm thầy để trao dồi thêm. Một hôm tại chùa Thánh Quả, nghe được một câu nói thiền sư Trí Không, tâm tư Hiện Quang bỗng khai sáng, bèn thờ vị này làm thầy. Tu học với thiền sư Trí Không được một thời gian, sau vì tiếp xúc và nhận phẩm vật cúng dường của công chúa Hoa Dương mà sư Hiện Quang bị người đời đàm tiếu. Tự nghĩ: Phàm cùng thế tục tới lui, ắt chẳng khỏi bị hủy nhục. Lẽ nào ta cũng phải chịu như thế?...Sao không mau tỉnh ngộ, lấy nhẫn nhục làm giáp trụ, lấy tinh tấn làm giáo mác, thì lấy gì để đánh ma quân, phá phiền não để cầu đạt tới Vô thượng bồ đề? 
Nghĩ vậy, sư Hiện Quang liền bỏ lên núi Uyên Trừng (Nghệ An), theo học và thọ giới tỳ kheo với thiền sư Pháp Giới. Một hôm, có một người hầu mang gạo của chủ lên cúng chùa, lỡ tay làm đổ xuống đất. Lo sợ, người ấy hốt vội hốt vàng số gạo lẫn đất kia. Vô tình thiền sư Hiện Quang thấy được, tự hối rằng: Ta sống không làm lợi ích gì cho ai, luống nhọc người cung đốn, đến phải như thế. Từ đó, thiền sư Hiện Quang bắt đầu ăn rau mặc lá, không dùng cơm nữa. Trải qua mười năm như thế 

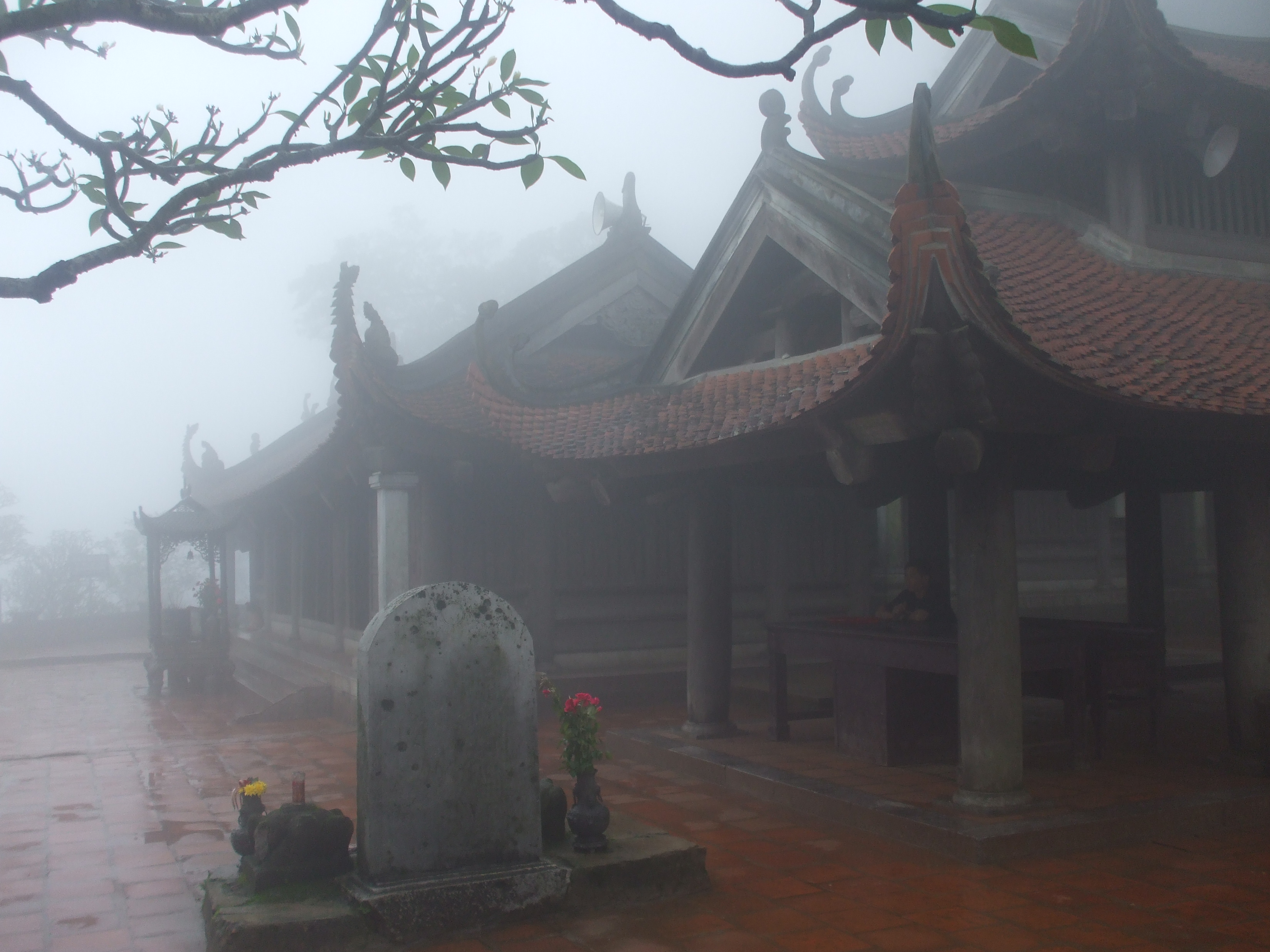
Chùa Hoa Yên

Khi đã có tuổi, thiền sư Hiện Quang vào sâu trong núi Yên Tử (Quảng Ninh) kết cỏ làm am tranh mà ở. Sư được cho là vị khai sơn chùa Hoa Yên núi Yên Tử. Nghe đức vọng của thiền sư, vua Lý Huệ Tông đã vài lần cho sứ giả đưa lễ vật đến mời về kinh, nhưng lần nào sư cũng lánh mặt, quyết không xuống núi, chỉ nhờ người ra nhắn gửi với vua rằng:
Bần đạo sinh trên đất của vua, ăn lộc của vua, ở trong núi thờ Phật đã lâu năm, mà công đức chưa thành tựu, tự lấy làm hổ thẹn. Nay nếu bảo về yết kiến vua, thì chẳng có ích gì cho việc trị an, lại còn bị chúng sinh bài bán. Huống chi ngày nay Phật pháp đang hưng thịnh, những bậc thầy mẫu mực trong bản đạo đã có đủ nơi điện các. Vậy xin bệ hạ đoái lượng cho kẻ mặc chiếc cà sa thô lạnh này được nương thân trong chốn núi rừng hành đạo, khỏi phải đến chốn kinh đô.
Sau, có một thầy tăng đến hỏi:
Từ khi đến núi này, hòa thượng làm những việc gì?
Thiền sư Hiện Quang đáp:
Ná dĩ Hứa Do đức
Hà tri thế kỷ xuân
Vô vi cư khoáng dã
Tiêu đạo tự tại nhân.
Nghĩa là:
Theo Hứa Do vào để truyền ngôi tu đức
Nào hay đã mấy xuân?
Vô vi trong cõi rộng
Tiêu dao một tấm thân.

### Viên tịch

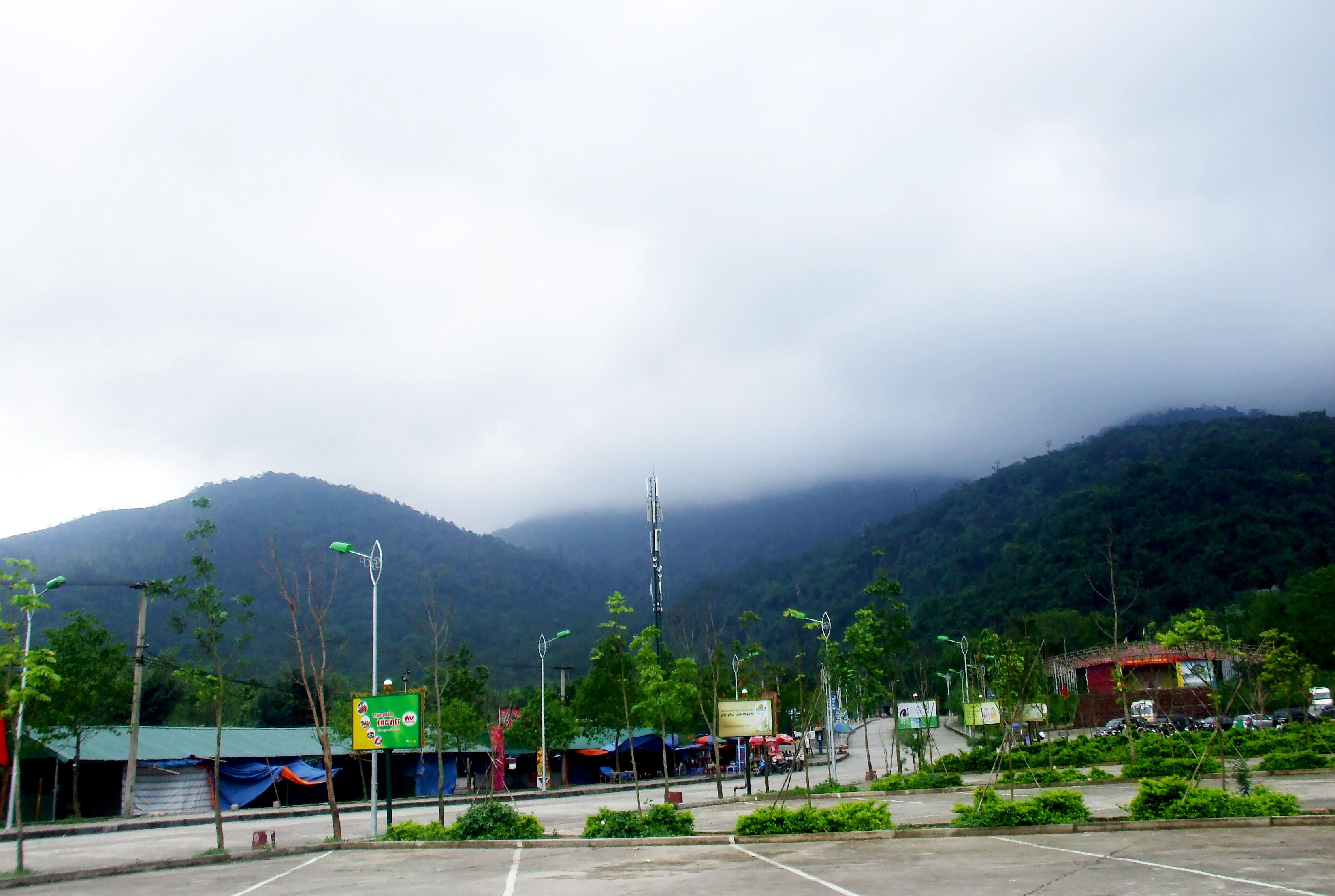
Toàn cảnh núi Yên Tử, nơi Thiền sư Hiện Quang ẩn tu và viên tịch

Mùa xuân năm Tân Tỵ niên hiệu Kiến Gia thứ 11 (1221) đời vua Lý Chiêu Hoàng, trước khi viên tịch, sư nghiêm trang ngồi trên tảng đá, đọc bài kệ sau:
Huyền pháp giai thị huyễn
Huyễn tu giai thị huyễn
Nhị huyễn giai bất tức
Tức thị trừ chư huyễn.
Nghĩa là:
Huyễn pháp đều là huyễn
Huyễn tu đều là huyễn
Hai huyễn đều xa lìa
Tức là trừ các huyễn
Nói xong, thiền sư an nhiên mà hóa. Đệ tử là Đạo Viên làm lễ táng thiền sư Hiện Quang trong hang núi Yên Tử.

## Sách tham khảo chính
- Nguyễn Lang (tức Thiền sư Thích Nhất Hạnh), Việt Nam Phật giáo sử luận (Tập 1). Nhà xuất bản Văn học, Hà Nội, 1992.
- Thích Thanh Từ (1999 (Phật lịch 2543)). "Thiền sư Việt Nam, Thiền sư Hiện Quang (? - 1221)" (PDF). {{Chú thích web}}: Kiểm tra giá trị ngày tháng trong: |ngày tháng= (trợ giúp)[liên kết hỏng]. Thành hội Phật giáo Thành phố Hồ Chí Minh xuất bản, 1992.
- Thích Minh Tuệ, Lịch sử Phật giáo Việt Nam. Thành hội Phật giáo Thành phố Hồ Chí Minh xuất bản, 1993.
- Trần Văn Giáp, "Phật giáo Việt Nam từ khởi nguyên đến thế kỷ 13" in trong Nhà sử học Trần Văn Giáp. Nhà xuất bản Khoa học Xã hội, Hà Nội, 1996.
- Khuyết danh, Thiền uyển tập anh (Ngô Đức Thọ và Nguyễn Thúy Nga dịch). Nhà xuất bản Văn học, Hà Nội, 1990.
- Nguyễn Tài Thư, Lịch sử Phật giáo Việt Nam. Nhà xuất bản Khoa học Xã hội, Hà Nội, 1991.